# Petra Haltmayr
Petra Haltmayr, née le 16 septembre 1975 à Rettenberg, est une skieuse alpine allemande.
Elle participe aux Jeux olympiques d'hiver de 2002 et 2006.

## Palmarès

### Coupe du monde
- Meilleur classement au Général : 15e en 2001.
- 2 succès en course (1 en Descente, 1 en Super G)

(État au 18 février 2006)

#### Saison par saison
- 2001 :
  - Descente : 1 victoire (Lake Louise ( Canada))
- 2002 :
  - Super G : 1 victoire (Lake Louise ( Canada))